# Rafael de Penagos (actor)
Rafael de Penagos Jiménez (Madrid, 3 de diciembre de 1924 - Madrid, 25 de febrero de 2010) fue un actor y poeta español.

## Biografía
Hijo del famoso dibujante Rafael de Penagos Zalabardo, empezó escribiendo poesía bajo la influencia de Rafael Alberti y publicando artículos periodísticos en el diario ABC. Debutó como actor cinematográfico y de doblaje en Barcelona a principios de la década de los 40. Poco después se estableció en Santiago de Chile y posteriormente en Buenos Aires, donde publicó su primer libro de versos, Sonetos del buen amor, obra que fue elogíada por Juan Ramón Jiménez. En 1945 volvió a establecerse en España, donde siguió compaginando su oficio de actor con la poesía, recitales y conferencias universitarias. En 1964 fue galardonado con el Premio Nacional de Literatura por su obra Como pasa el viento. Entre sus obras destacan: Carta a León Felipe (1967), Poemas a Consuelo (1992),  Orilla del recuerdo (1996), Memoria de doce escritores (1999), Nueve siluetas (2005) y Retratos testimoniales (2006). Su obra literaria ha sido elogiada por críticos y escritores como Azorín, León Felipe, César González Ruano, Melchor Fernández Almagro y Federico Carlos Sainz de Robles. También trabajó como actor de cine, apareciendo, por ejemplo, en El crack II, de José Luis Garci.
Muy dotado para la comedia y poseedor de un timbre muy refinado, fue la voz habitual de los actores británicos Stan Laurel (en los redoblajes para TVE de los films del Gordo y el Flaco), Brian Murphy (en su papel de George Roper) y Donald Pleasence. Entre sus mejores creaciones se encuentra también la de Sherlock Holmes para las series de TV protagonizadas por Jeremy Brett a partir de finales de los 80.
En el campo del doblaje de animación, se le recuerda especialmente por su papel de Miguel de Cervantes en la serie Don Quijote de la Mancha (1978), por el agente Dix en La vuelta al mundo de Willy Fog y por el del Cardenal Richelieu de D'Artacan y los tres mosqueperros (1981), también fue la voz de Eustaquio Habichuela en la serie animada Agallas, el perro cobarde.